# Chersonesia aza
Chersonesia aza är en fjärilsart som beskrevs av John Kern Strecker 1900. Chersonesia aza ingår i släktet Chersonesia och familjen praktfjärilar. Inga underarter finns listade i Catalogue of Life.